# مانزانار
مانزانار هو موقع أحد عشرة مخيمات حيث تم احتجاز ما يزيد على 100,000 أمريكي ياباني خلال الحرب العالمية الثانية. تقع مانزانار على سفوح سييرا نيفادا في كاليفورنيا وتبعد حوالي 230 كيلومتر شمال شرق لوس أنجلوس. تعتبر مانزانار من قبل إدارة المتنزهات الوطنية أكثر موقع تم الحفاظ عليه كمخيم سابق، ويطلق عليه حاليا اسم موقع مانزانار التاريخي الوطني.
كانت مانزانار موطنا للهنود الأمريكيين قبل وصول أوائل السجناء في عام 1942. في وقت لاحق بنى عاملو المناجم بلدة صغيرة في مانزانار في عام 1910 ولكن تم هجرها في عام 1929 بعد ان اشترت مدينة لوس أنجلوس حقوق المياه في كامل المنطقة.
بعد أن ترك آخر السجناء مانزانار في عام 1945، عمل السجناء السابقون على المحافظة على الموقع والحصول على الاعتراف به كموقع تاريخي وطني كحفاظ على ذاكرة الموقع وذاكرة كل من تم اعتقاله بدون عدالة فيه.

## روابط خارجية
- مانزانار على موقع الموسوعة البريطانية (الإنجليزية)